# Харпер Вудс (Мичиген)
Харпер Вудс (Мичиген) (енгл. Harper Woods) град је у америчкој савезној држави Мичиген. По попису становништва из 2010. у њему је живело 14.236 становника.

## Демографија
Према попису становништва из 2010. у граду је живело 14.236 становника, што је 18 (0,1%) становника мање него 2000. године.
| Група             | 2000.          | 2010.         |
| Белци             | 12.099 (84,9%) | 6.909 (48,5%) |
| Афроамериканци    | 1.460 (10,2%)  | 6.488 (45,6%) |
| Азијати           | 243 (1,7%)     | 209 (1,5%)    |
| Хиспаноамериканци | 224 (1,6%)     | 281 (2,0%)    |
| Укупно            | 14.254         | 14.236        |